# Lahuachaca
Lahuachaca är en ort i Bolivia.   Den ligger i departementet La Paz, i den centrala delen av landet, 300 km nordväst om huvudstaden Sucre. Lahuachaca ligger 3 806 meter över havet och antalet invånare är 3 235.
Terrängen runt Lahuachaca är kuperad åt nordväst, men åt sydost är den platt. Runt Lahuachaca är det ganska glesbefolkat, med 22 invånare per kvadratkilometer.. Närmaste större samhälle är Sica Sica, 8,0 km nordväst om Lahuachaca. 
Omgivningarna runt Lahuachaca är i huvudsak ett öppet busklandskap.